# جامع فهرج
جامع فهرج هو مسجد يعود إلى أوائل الحقبة الإسلامية يقع في فهرج، محافظة يزد بإيران. يقع جامع فهرج في وسط المدينة الحالية. ويُعد من أقدم المساجد الموجودة في بلاد فارس؛ ويوضح الخصائص المعمارية البسيطة للقرون الإسلامية الأولى.

## معرض الصور

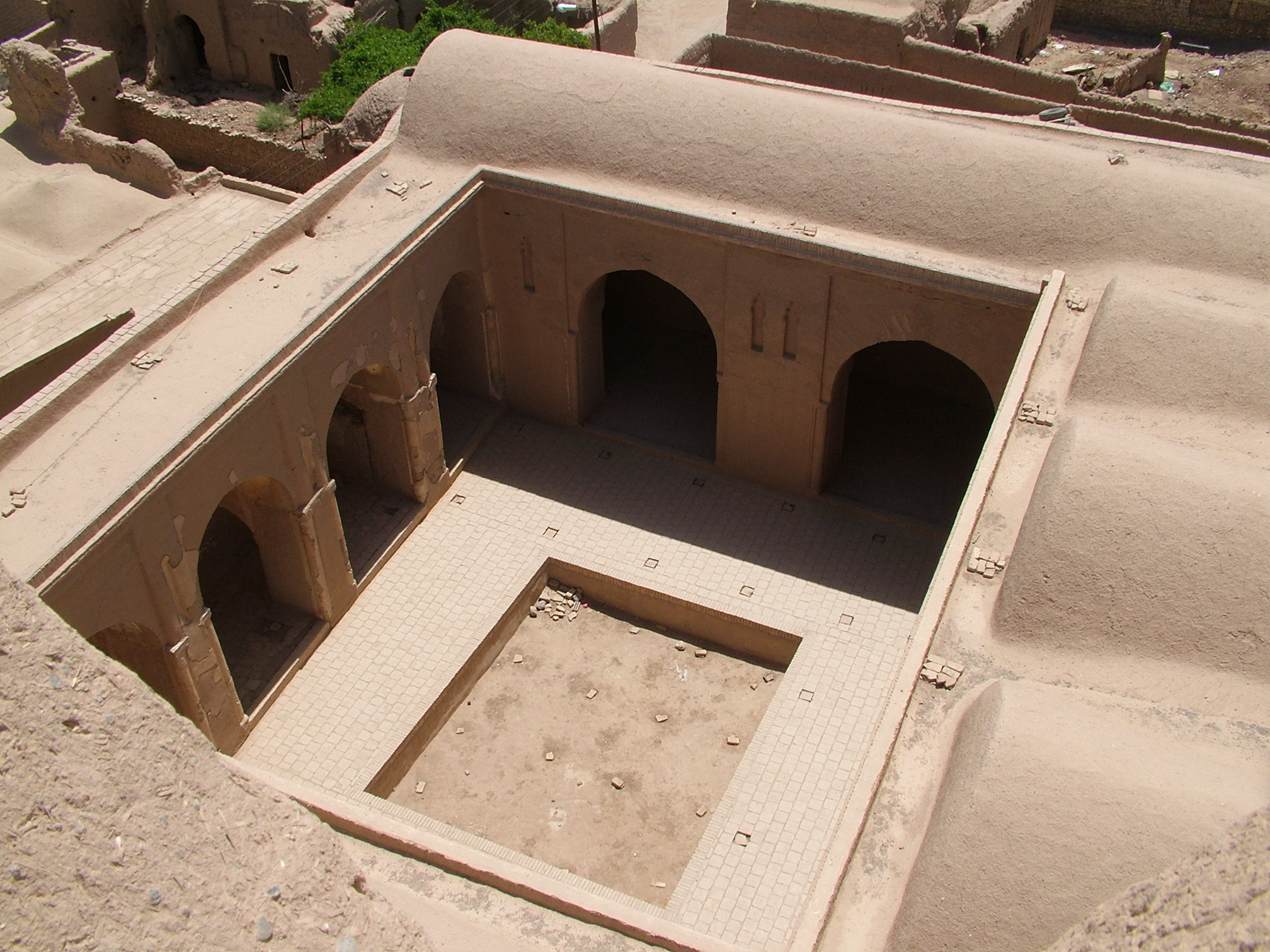
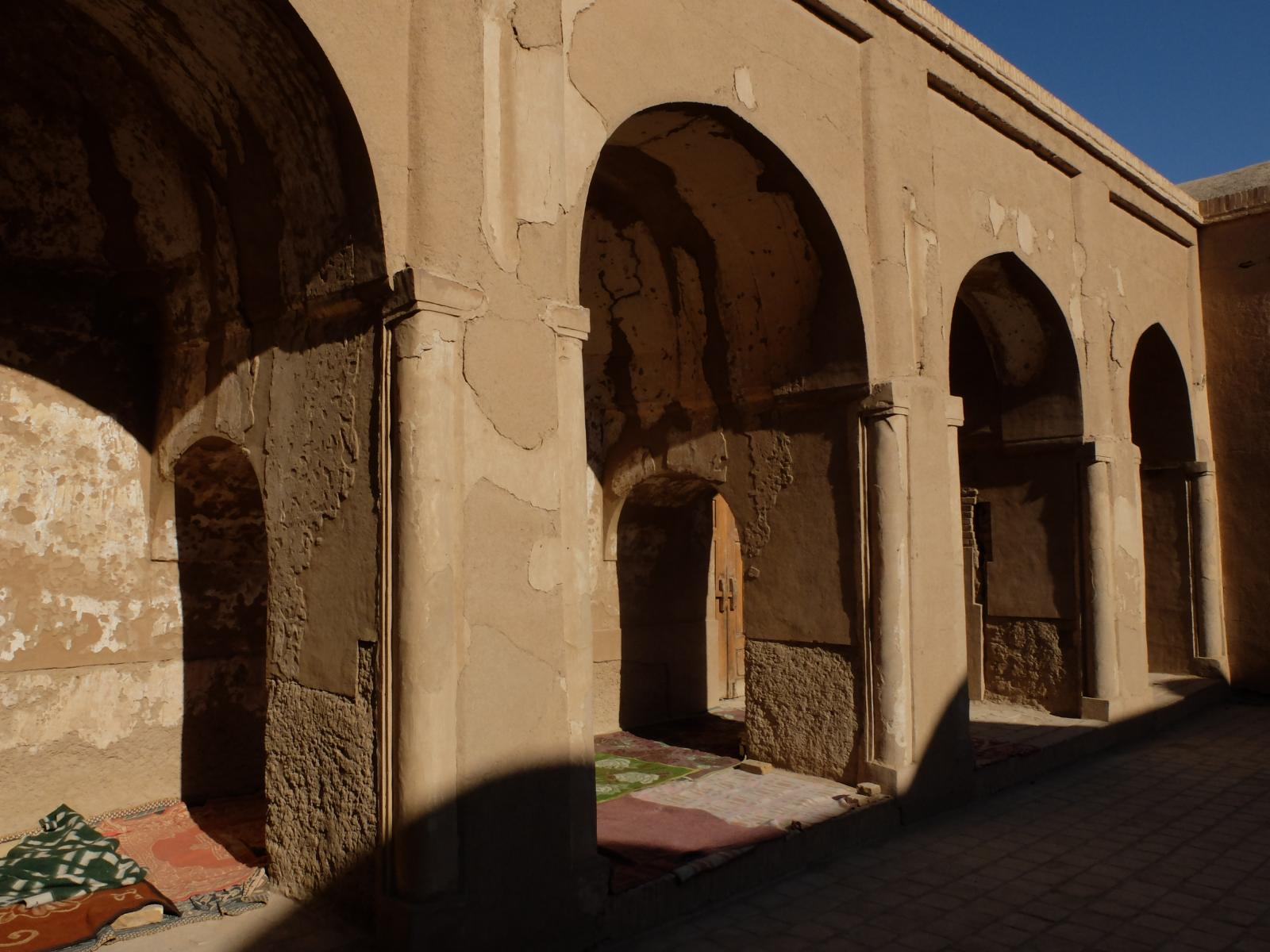
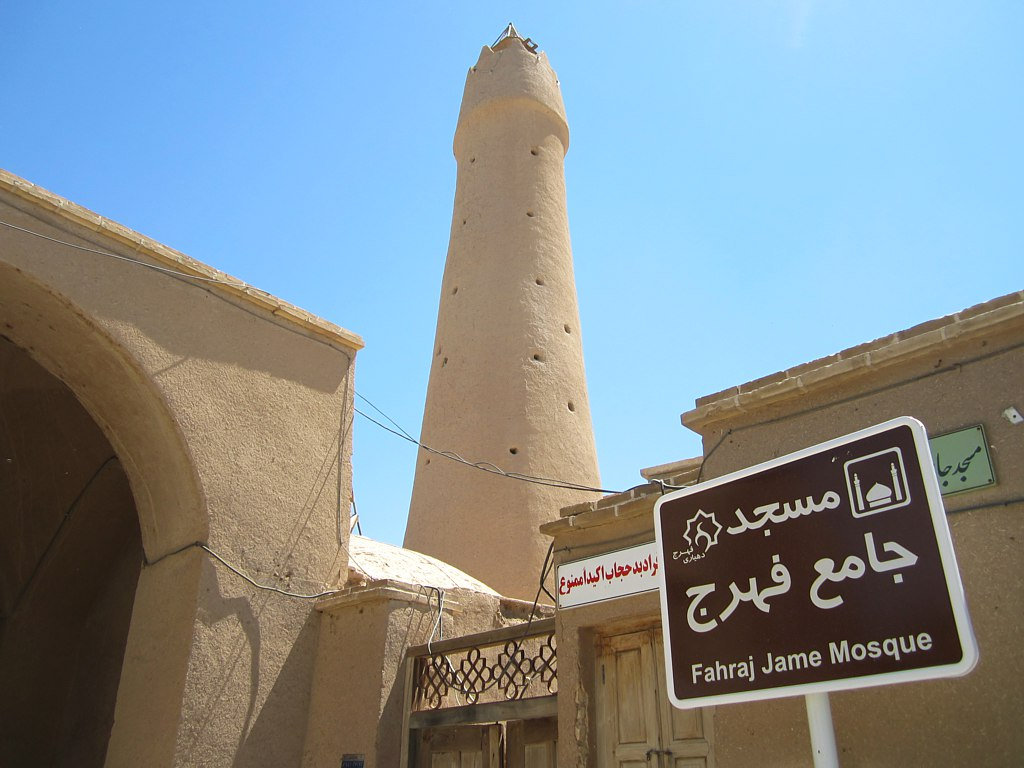
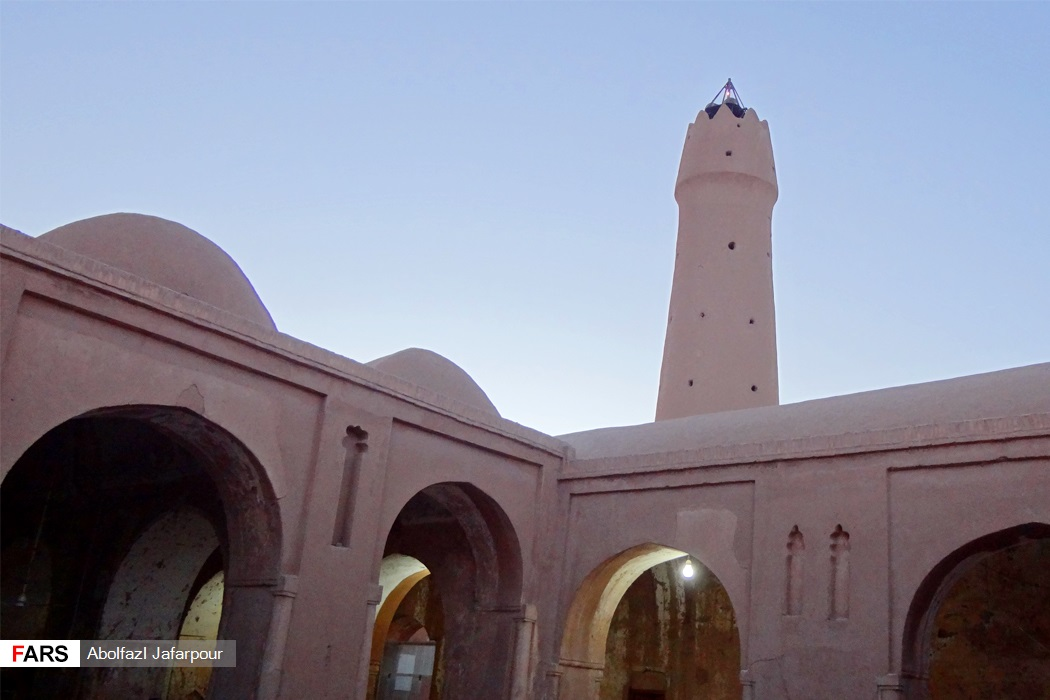
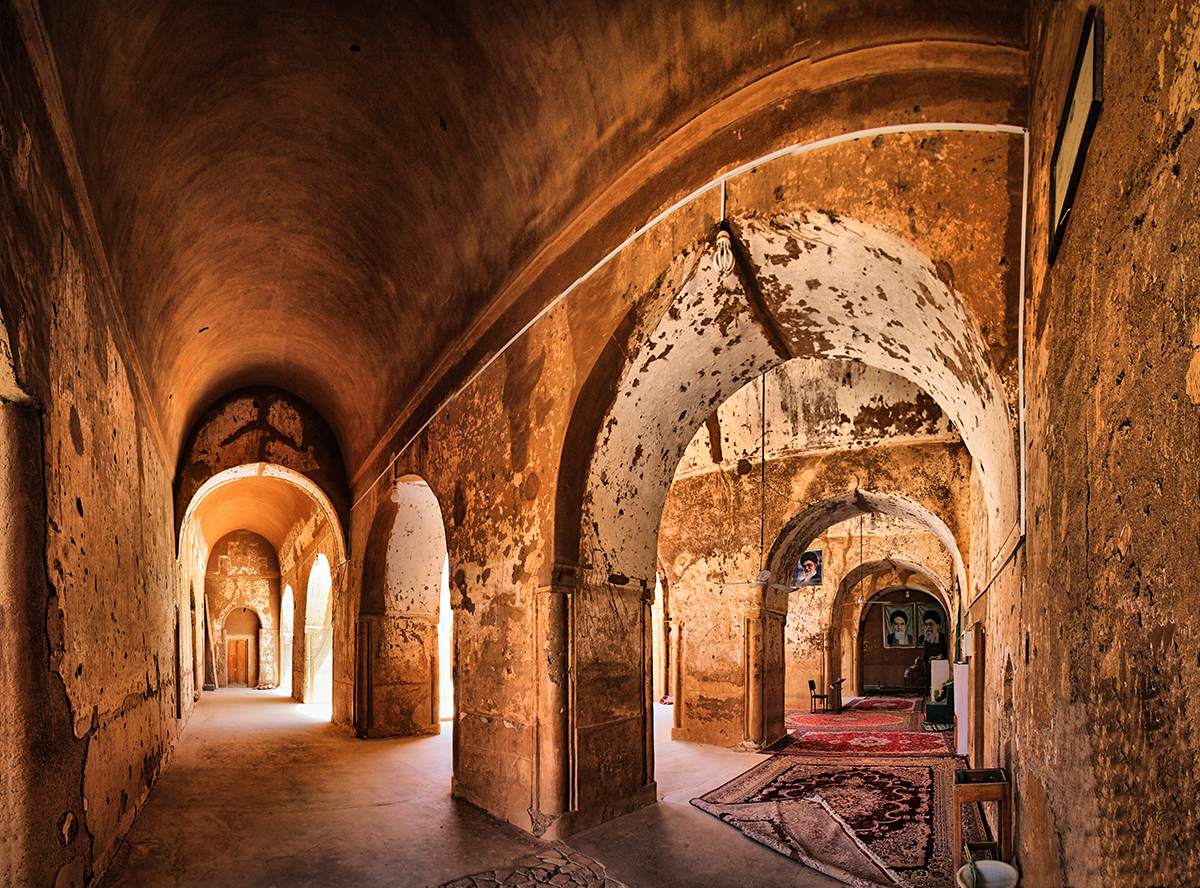
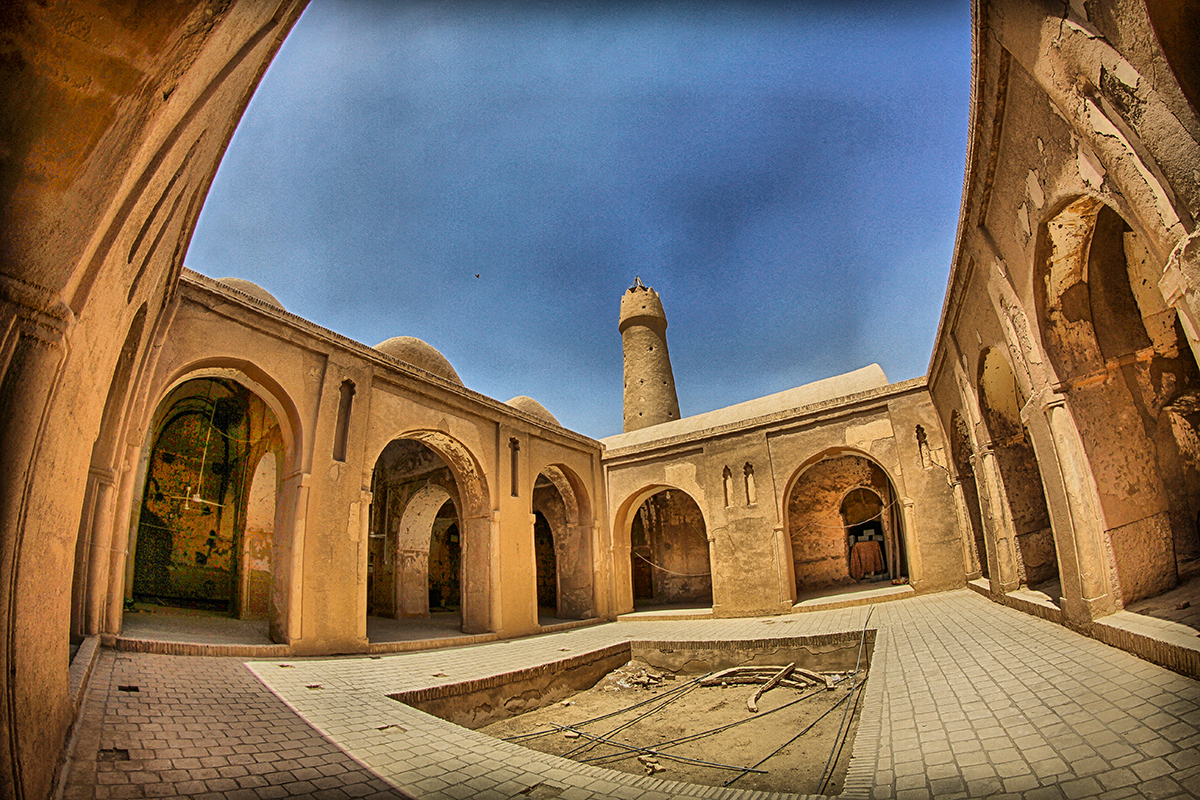
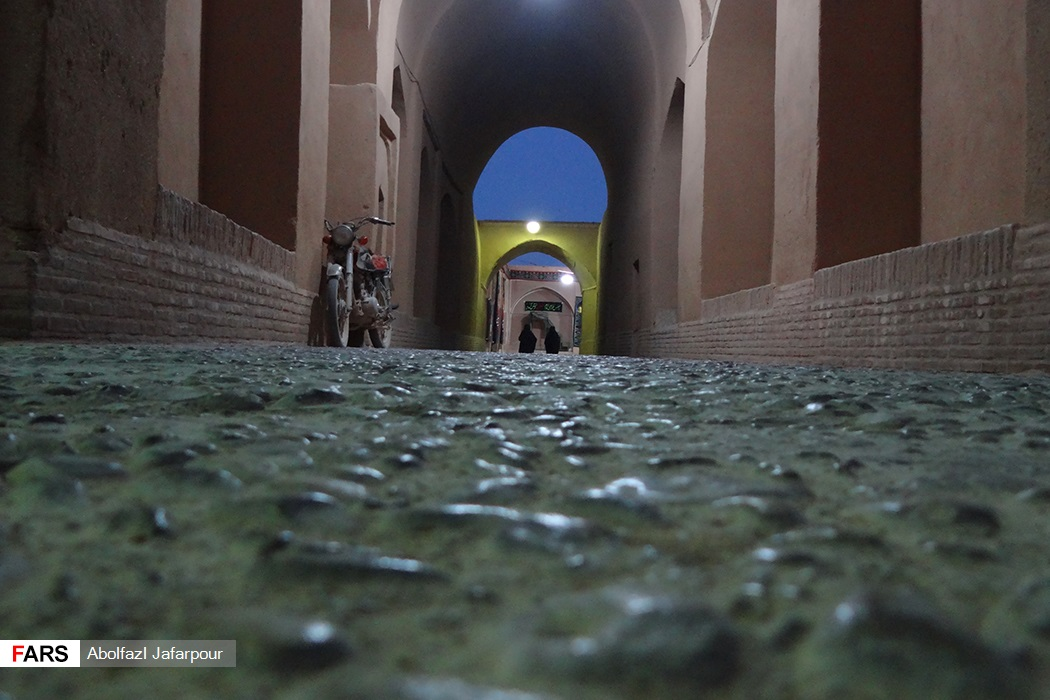
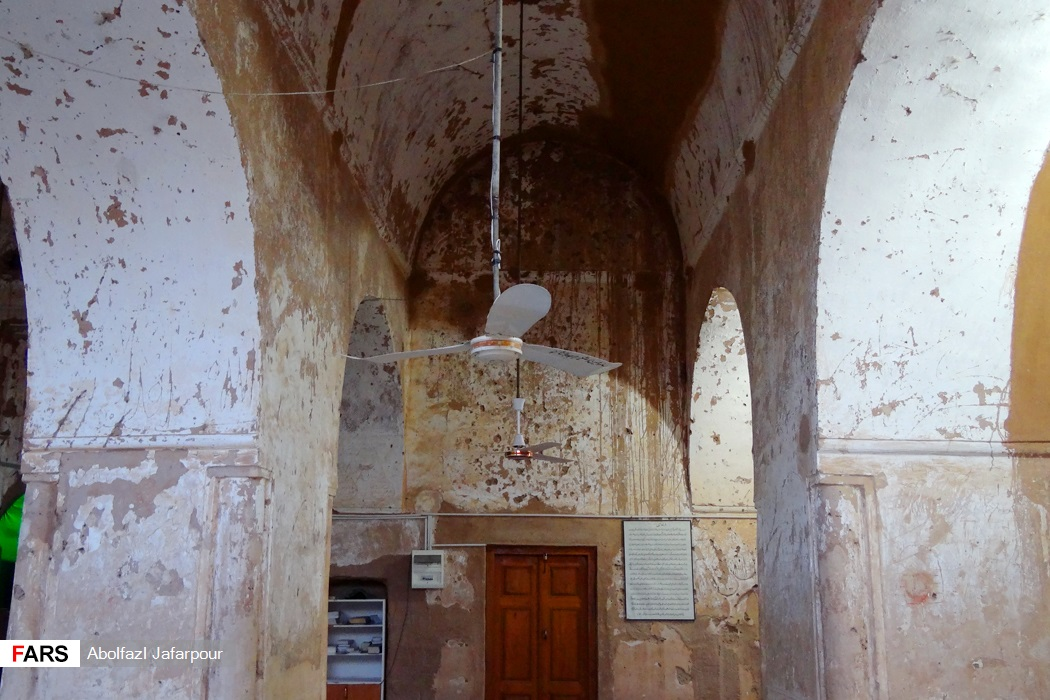